# Liste von Kriegsgräberstätten in Sachsen
Die Liste von Kriegsgräberstätten in Sachsen benennt Kriegsgräberstätten in Sachsen, Bundesrepublik Deutschland, ohne Anspruch auf Vollständigkeit.

## Liste
| Bezeichnung                                  | Ortschaft                           | Beschreibung | Foto |
| -------------------------------------------- | ----------------------------------- | --- | ---- |
| Waldfriedhof                                 | Burgstädt                           | Zwei Gräberstätten mit Opfern des Zweiten Weltkrieges. Neben den deutschen Opfern befinden sich auch drei Grabstätten sowjetischer Bürger. |      |
| Heidefriedhof                                | Dresden                             | Unter anderem befinden sich hier die Gräber von Opfern der Luftangriffe auf Dresden vom 13./14. Februar 1945. |      |
| Kriegsgräberstätte Göda                      | Göda, am nördlichen Ortsrand        | Ruhestätte von 50 deutschen Soldaten, die im Lauf der Schlacht um Bautzen Ende April 1945 fielen. |      |
| Kriegsgräberstätte Schmorkau                 | Königsbrück, Schmorkau, an der B 97 | Das Neue Lager Königsbrück diente in den Weltkriegen des 20. Jahrhunderts auch als Gefangenenlager. Die im Schmorkauer Lazarett verstorbenen Kriegsgefangenen wurden auf dem früheren Truppenübungsplatz beerdigt, der seit 1996 der Natur gewidmet ist. Der Friedhof liegt am Rand des Naturschutzgebietes in der Gemarkung Schmorkau. 1914–1918 waren im Königsbrücker Militärlager sehr viele Mannschaften interniert. Man brachte sie in Zelten, Schuppen, Pferdeställen und Baracken unter und zog sie in Königsbrück zu Arbeitsleistungen heran. Im Oktober 1914 wurden 14.535 Gefangene gezāhlt. 1916 waren 15.000 Soldaten inhaftiert. Viele überlebten Kriegsverletzungen und Lagerhaft nicht. Ab dem 18. September 1914 wurden Verstorbene aus sieben Nationen bestattet. Die 724 Gräber erhielten Namenskreuze. Die französischen und russischen Gefangenen widmeten ihren verstorbenen Kameraden Obelisken. Nach dem Krieg gedachten die Serben ihrer Toten mit einem Denkmal. Nach Umbettungen in den Jahren 1922 bis 1927 verblieben die 400 russischen und serbischen Gräber. Auch im 2. Weltkrieg starben Kriegsgefangene im Neuen Lager. Wie viele Personen genau beerdigt wurden, ist unbekannt. Registriert wurde die Bestattung von vier Belgiern, drei Briten, 16 Franzosen, sechs Italienern, drei Jugoslawen, drei Polen und sieben sowjetische Staatsangehörige. Nach Angaben des damaligen Schmorkauer Pfarrers waren möglicherweise 247 Gräber vorhanden. 1959 wurde mit dem Einebnen der Gräber begonnen. Die in beiden Kriegen verstorbenen italienischen, französischen und belgischen Gefangenen erhielten eine ehrende Tafel am früheren Denkmal. Der hier ruhenden Italiener wurden 1995 mit einem weiteren Gedenkstein gedacht. Den Friedhof unterhält die Gemeinde Neukirch mit Unterstützung des Landkreises Bautzen. |      |
| Sowjetischer Soldatenfriedhof Dippoldiswalde | Dippoldiswalde, an der B 170        | In einem Sammelgrab und 88 Einzelgräbern sind 100 sowjetische Militärangehörige beigesetzt, die am 6./7. Mai 1945 bei Kämpfen in und um Dippoldiswalde im Rahmen der Prag-Operation der Roten Armee gefallen sind. |      |
| Stalag IV H                                  | Zeithain                            | Kriegsgräber sowjetischer Kriegsgefangener auf vier Friedhöfen aus dem ehemaligen Stalag IV H. |      |
| Friedhof St. Laurentius                      | Lichtenstein/Sa.                    | Ruhestätte deutscher Soldaten aus dem Ersten und Zweiten Weltkrieg |      |
| Sowjetischer Ehrenfriedhof Roßwein           | Roßwein                             | Ruhestätte für 48 sowjetische Bürger |      |
| Alter Georgenfriedhof                        | Schwarzenberg/Erzgeb.               | Ruhestätte von 37 deutschen Soldaten aus dem Zweiten Weltkrieg |      |
| Alter Georgenfriedhof                        | Schwarzenberg/Erzgeb.               | Ruhestätte von 15 sowjetischen Kriegsgefangenen aus dem Zweiten Weltkrieg |      |